# 貝田町
貝田町（かいだちょう）は、愛知県名古屋市西区にある地名。現行行政地名は貝田町1丁目及び貝田町2丁目。住居表示未実施。

## 地理
名古屋市西区東部に位置する。東は北区西志賀町・平手町、西は天塚町、南は城北町、北は香呑町に接する。東から順に1丁目～2丁目がある。

## 歴史

### 地名の由来
貝殻が出土する土地であることに由来するという。この地には西志賀貝塚が当町域から西志賀町にまたがり所在している。1947年（昭和22年）より行われた発掘調査により、弥生時代の貝層が存在していることが判明しており、濃尾平野の弥生時代前期から中期の土器の基準となっているという。

### 沿革
- 1954年（昭和29年） - 西区西志賀町・稲生町の各一部により成立[2]。

## 世帯数と人口
2019年（平成31年）2月1日現在の世帯数と人口は以下の通りである。
| 町丁   | 世帯数  | 人口  |
| ------ | ------- | ----- |
| 貝田町 | 460世帯 | 919人 |

### 人口の変遷
国勢調査による人口の推移
| 2000年（平成12年） | 1,188人 | [ WEB 6 ] |  |
| 2005年（平成17年） | 1,058人 | [ WEB 7 ] |  |
| 2010年（平成22年） | 1,011人 | [ WEB 8 ] |  |
| 2015年（平成27年） | 950人   | [ WEB 9 ] |  |

## 学区
市立小・中学校に通う場合、学校等は以下の通りとなる。また、公立高等学校に通う場合の学区は以下の通りとなる。
| 番・番地等 | 小学校                   | 中学校               | 高等学校 |
| ---------- | ------------------------ | -------------------- | -------- |
| 全域       | 名古屋市立上名古屋小学校 | 名古屋市立浄心中学校 | 尾張学区 |

## 施設
- 名古屋市営貝田荘
- 貝田公園

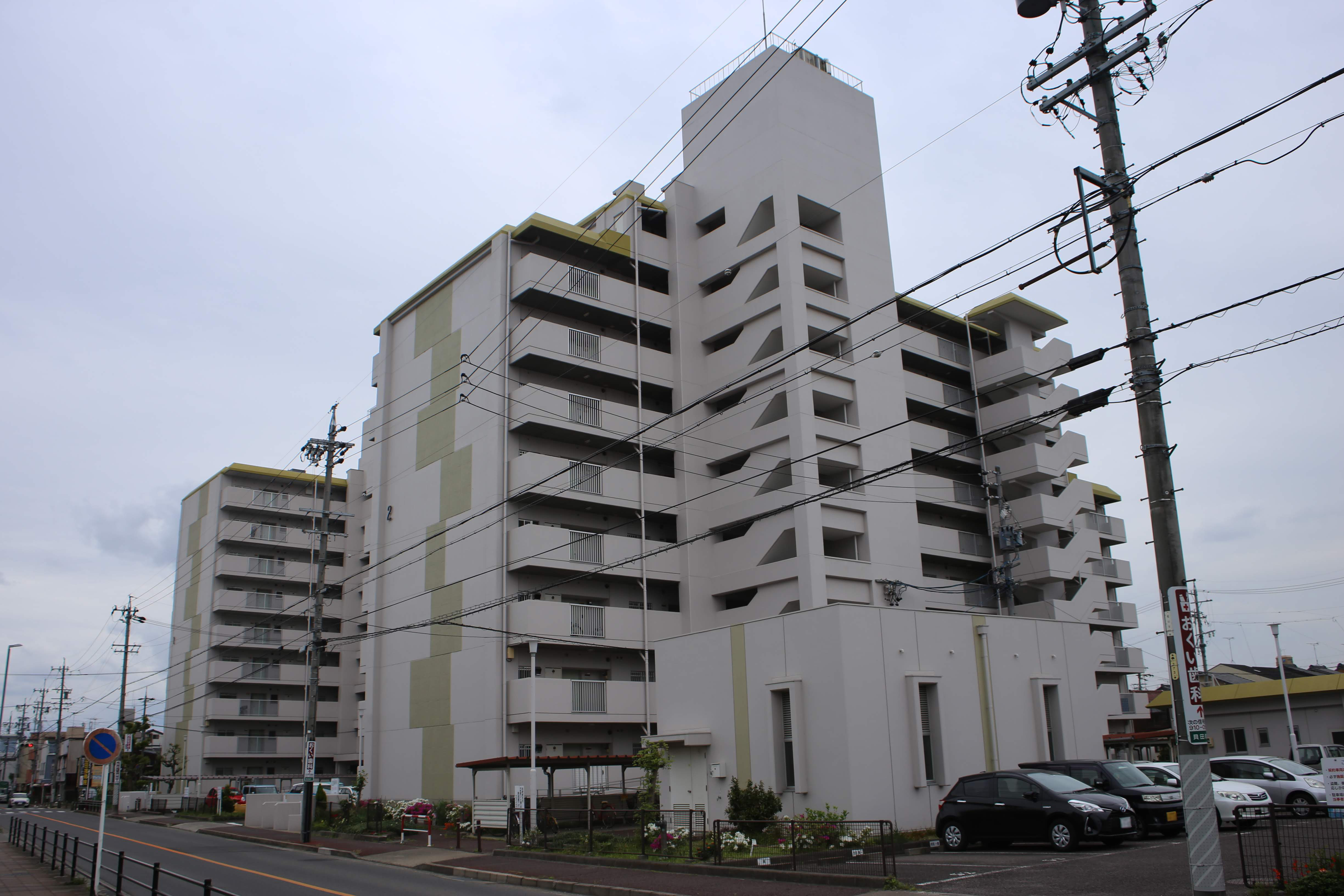
名古屋市営貝田荘（2019年4月）
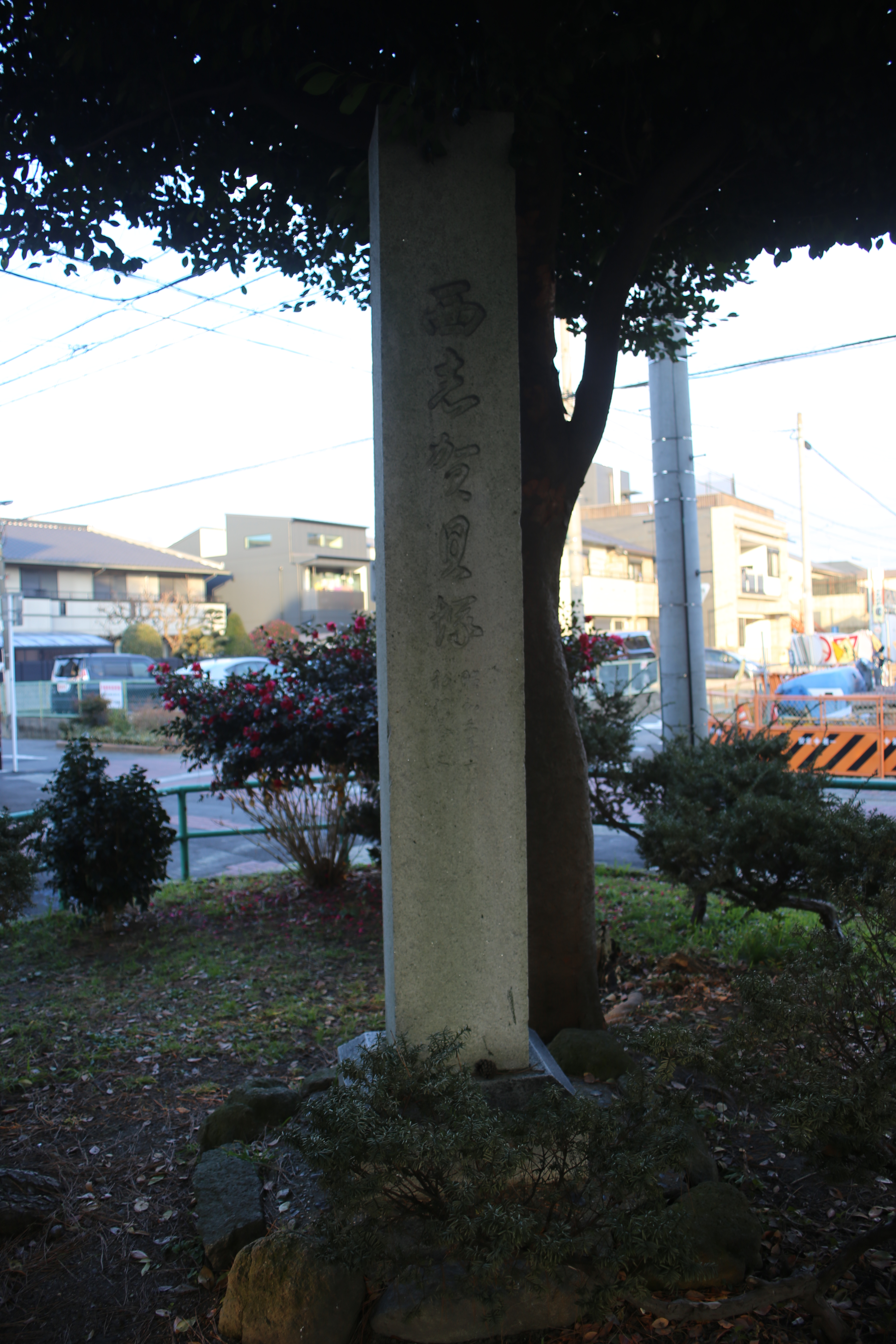
「西志賀貝塚」碑（2018年1月）

## 史跡
- 西志賀貝塚

## その他

### 日本郵便
- 郵便番号 : 451-0022[WEB 3]（集配局：名古屋西郵便局[WEB 12]）。

### WEB
1. 1 2  “愛知県名古屋市西区の町丁・字一覧”.   人口統計ラボ. 2017年10月7日閲覧。
2. 1 2  “町・丁目(大字)別、年齢(10歳階級)別公簿人口(全市・区別)”.   名古屋市 (2019年2月20日). 2019年3月10日閲覧。
3. 1 2  “郵便番号”.  日本郵便. 2019年3月10日閲覧。
4. ↑  “市外局番の一覧”.   総務省. 2019年1月6日閲覧。
5. ↑  名古屋市役所市民経済局地域振興部住民課町名表示係 (2015年10月21日). “西区の町名一覧”.   名古屋市. 2017年10月7日閲覧。
6. ↑  名古屋市役所総務局企画部統計課統計係 (2005年7月1日). “（刊行物）名古屋の町(大字)・丁目別人口 (平成12年国勢調査) 西区” (xls). 2017年10月8日閲覧。
7. ↑  名古屋市役所総務局企画部統計課統計係 (2007年6月29日). “平成17年国勢調査　名古屋の町(大字)別・年齢別人口 西区” (xls). 2017年10月8日閲覧。
8. ↑  名古屋市役所総務局企画部統計課統計係 (2012年6月29日). “平成22年国勢調査　名古屋の町(大字)別・年齢別人口 西区” (xls). 2017年10月8日閲覧。
9. ↑  名古屋市役所総務局企画部統計課統計係 (2017年7月7日). “平成27年国勢調査　名古屋の町(大字)別・年齢別人口” (xls). 2017年10月8日閲覧。
10. ↑  “市立小・中学校の通学区域一覧”.   名古屋市 (2018年11月10日). 2019年1月14日閲覧。
11. ↑  “平成29年度以降の愛知県公立高等学校（全日制課程）入学者選抜における通学区域並びに群及びグループ分け案について”.   愛知県教育委員会 (2015年2月16日). 2019年1月14日閲覧。
12. ↑  郵便番号簿 平成29年度版 - 日本郵便. 2019年03月10日閲覧 (PDF)

### 文献
1. 1 2  名古屋市計画局 1992, p. 218.
2. 1 2  「角川日本地名大辞典」編纂委員会編 1989, p. 356.